# 澳洲民事檢察專員
澳洲民事檢察專員（簡稱AGS）為澳洲公職人員。其主管的聯邦政府機構為澳洲民事檢察署（英文與之同名，亦稱AGS），該機構為聯邦政府及其下屬部門提供法律意見。
該機構最初為民事檢察專員辦公室（Crown Solicitor's Office），成立於1903年7月1日。當時，Charles Powers被委任為第一位聯邦民事檢察專員。隨著1983年至1984年澳洲律政部的重大重組，該機構的名稱由「民事檢察專員辦公室」（Crown Solicitor's Office）改為「澳洲民事檢察專員辦公室」（Office of the Australian Government Solicitor），該機構時任負責人Tom Sherman的職銜亦由「民事檢察專員」（Crown Solicitor）改稱「澳洲民事檢察專員」（Australian Government Solicitor）。民事檢察專員辦公室的一些職能隨之被轉移到律政部的其他部門。1999年，澳洲民事檢察專員不再是由個人擔任的職位，轉而成為澳洲民事檢察署。該署為國有企業（government business enterprise），由一名行政總監（CEO）領導，獨立於律政部。2015年7月1日，澳洲民事檢察署併入律政部，仍為職能獨立的團體，同時恢復由一名民事檢察專員領導。
部分聯邦法律工作，包括涉及澳洲憲制法的案件，只能由民事檢察專員作為代表聯邦政府的律師參與訴訟。

## 歷任任職者列表
曾擔任聯邦民事檢察專員（Commonwealth Crown Solicitor）、澳洲民事檢察專員（Australian Government Solicitor）或澳洲民事檢察署行政總監（CEO of AGS）的官員有：
- Charles Powers (1903–1913)
- Gordon Castle (1913–1927)
- William Sharwood (1927–1936)
- Fred Whitlam (1936–1949)
- Keith Waugh (1949–1951)
- David Bell (1951–1955)[1]
- Harry Renfree (1955–1970)
- Bob Hutchison (1970–1975)
- Alan Neaves (1975–1979)
- Brian O'Donovan (1979–1983)
- Tom Sherman (1983–1989)
- Stephen Skehill (1989–1990)
- John Pyne (1990–1993)
- Dale Boucher (1993–1999)
- Rayne de Gruchy (1999–2010)
- Ian Govey (2010–2016)
- Louise Vardanega (Acting) (2016–2017)
- Michael Kingston (2017–present)

## 外部連結
- AGS - Australian Government Solicitor （页面存档备份，存于）